# Ptačí kámen
Ptačí kámen (též Ptačinec, německy Vogelstein) je skalní útvar, výchoz žuly, nacházející se u cesty mezi Brádlerovými boudami a Petrovými Boudami, nad Medvědím dolem, v nadmořské výšce 1310 m. Vznikl nerovnoměrným zvětráváním podloží. Z vrcholu je výhled na západní Krkonoše a Labský důl. V okolí se nachází dvojice podobných skalních útvarů – Dívčí kameny a Mužské kameny. Přístup je možný po modré turistické stezce z Brádlerových bud či z Petrových bud nebo lyžařským vlekem z Davidových bud.